# Golden Valley, Arizona
Golden Valley je naseljeno područje za statističke svrhe u američkoj saveznoj državi Arizona. Prema popisu stanovništva iz 2010. u njemu je živjelo 8,370 stanovnika.